# Iginia Boccalandro
Iginia Boccalandro (Caracas, 14 februari 1961) is een Venezolaanse rodelaarster. Zij was in 1998 de eerste Venezolaanse sporter in de geschiedenis die deelnam aan de Olympische Winterspelen. Bij deze Spelen, gehouden in Nagano, eindigde zij als 28e in de individuele vrouwenwedstrijd.

## Incident
In 2002, tijdens de Olympische Winterspelen in Salt Lake City, baarde Boccalandro opzien door met enig overgewicht aan de start te verschijnen. Aan het eind van haar eerste afdaling verloor ze de controle over haar slee, waardoor ze een ernstig ongeluk veroorzaakte. In een van de laatste bochten verloor ze door de middelpuntvliedende krachten haar evenwicht en kwam los van haar slee. De Venezolaanse klapte een aantal malen aan weerszijden van de baan tegen de ijswand en bleef enige tijd stil op het ijs liggen. Baanofficials moesten hun leven wagen om de slee, die als een ongeleid projectief de baan af schoot, tot stilstand te brengen, om de rodelaars die voor Boccalandro hun rit afgewerkt hadden en zich nog onder aan de baan bevonden, te behoeden voor een dramatisch ongeluk. Boccalandro bleef wonderbaarlijk genoeg ongedeerd, maar werd gediskwalificeerd omdat zij haar rit niet naar behoren was gefinisht.